# Ultimo Party
Ultimo Party è il secondo album della band punk rock di Verona chiamata A.C.T.H., prodotto dalla Totò alle porese coi dischi nel 1984.

## Tracce
Lato A
1. Quanta roba c'è
2. Il tunnel della stars parade
3. Mai e poi mai
4. New Destroyer

Lato B
1. ... Tu dici?!...
2. S.N.
3. Vieni più in sú
4. Holy Love
5. Ce l'ho con voi!!